# Adam Liberatore
Adam Joseph Liberatore (né le 12 mai 1987 à Bellflower, Californie, États-Unis) est un lanceur de relève gaucher des Dodgers de Los Angeles de la Ligue majeure de baseball.

## Carrière
Joueur des Golden Eagles de Tennessee Tech, Adam Liberatore est repêché par les Rays de Tampa Bay au 21e tour de sélection en 2010. Il joue 5 saisons, de 2010 à 2014, en ligues mineures avec des clubs affiliés aux Rays. En 2014, il est élu meilleur lanceur de relève de l'organisation des Rays en ligues mineures après avoir maintenu une moyenne de points mérités de 1,66 en 54 matchs et 65 manches lancées pour les Bulls de Durham, le club-école de niveau Triple-A de la franchise.
Le 20 novembre 2014, les Rays échangent Liberatore et le lanceur de relève droitier Joel Peralta aux Dodgers de Los Angeles en retour du releveur droitier José Dominguez et du lanceur droitier des ligues mineures Greg Harris. Même s'il n'accorde aucun point au camp d'entraînement des Dodgers en 2015, il n'est pas retenu dans l'effectif qui commence la saison au niveau majeur et est cédé aux Dodgers d'Oklahoma City, dans les ligues mineures.
Âgé de 27 ans et à sa sixième saison dans les rangs professionnels, Liberatore fait ses débuts dans le baseball majeur avec les Dodgers de Los Angeles le 17 avril 2015 face aux Rockies du Colorado. Il lance une manche parfaite au Dodger Stadium et met fin au match par le retrait sur des prises de Michael McKenry.